# Лопушанка (зупинний пункт)
Лопуша́нка — пасажирський залізничний зупинний пункт Львівської дирекції Львівської залізниці.
Розташований на півдні села Стрілки, біля села Лопушанка-Хомина, Старосамбірський район Львівської області на лінії Самбір — Чоп між станціями Стрілки (4 км) та Ясениця (5 км).
Станом на травень 2019 року щодня п'ять пар електропотягів прямують за напрямком Львів — Сянки.